# ISO/IEC 80000
ISO 80000 o IEC 80000 és un estàndard internacional promulgat conjuntament per l'Organització Internacional per a l'Estandardització i la Comissió Electrotècnica Internacional (ISO i IEC, per les seves respectives sigles en anglès).
L'estàndard introdueix el Sistema Internacional de Quantitats (ISQ). Això és una guia d'estil per a l'ús de magnituds físiques i unitats de mesura, les fórmules implicades i les unitats corresponents en documents científics i educatius d'utilització mundial. A la majoria dels països, les notacions utilitzades als llibres de text de matemàtiques i ciències per a instituts i universitats segueixen aquest estàndard.
La família d'estàndards d'ISO/IEC 80000 es completà amb la publicació de la part 1 el novembre del 2009.

## Parts
L'estàndard conté 14 parts:
| Part         | Any  | Nom                                                                     | Substitueix                                             | Estat        |
| ------------ | ---- | ----------------------------------------------------------------------- | ------------------------------------------------------- | ------------ |
| ISO 80000-1  | 2009 | General                                                                 | ISO 31-0, IEC 60027-1 i IEC 60027-3                     | Sota revisió |
| ISO 80000-2  | 2009 | Signes matemàtics i símbols per a les ciències naturals i la tecnologia | ISO 31-11, IEC 60027-1                                  | Sota revisió |
| ISO 80000-3  | 2006 | Espai i temps                                                           | ISO 31-1 i ISO 31-2                                     | Sota revisió |
| ISO 80000-4  | 2006 | Mecànica                                                                | ISO 31-3                                                | Sota revisió |
| ISO 80000-5  |      | Termodinàmica                                                           | ISO 31-4                                                | Sota revisió |
| IEC 80000-6  |      | Electromagnetisme                                                       | ISO 31-5, IEC 60027-1                                   |              |
| ISO 80000-7  |      | Llum                                                                    | ISO 31-6                                                | Sota revisió |
| ISO 80000-8  | 2007 | Acústica                                                                | ISO 31-7                                                | Sota revisió |
| ISO 80000-9  |      | Química física i molecular                                              | ISO 31-8                                                | Sota revisió |
| ISO 80000-10 |      | Física atòmica i nuclear                                                | ISO 31-9 i ISO 31-10                                    | Sota revisió |
| ISO 80000-11 |      | Nombres característics                                                  | ISO 31-12                                               | Sota revisió |
| ISO 80000-12 |      | Física d'estat sòlid                                                    | ISO 31-13                                               | Sota revisió |
| IEC 80000-13 | 2008 | Informàtica i tecnologia                                                | Subclàusules 3.8 i 3.9 d'IEC 60027-2:2005 i IEC 60027-3 |              |
| IEC 80000-14 |      | Telebiomètrica relacionada amb la fisiologia humana                     | IEC 60027-7                                             |              |